# Zdeněk Zelený
Zdeněk „Káďa“ Zelený (1. prosince 1924 – 21. února 2018) byl český skaut, protinacistický odbojář a vězeň z dob komunistického režimu Československu. Měl římskokatolické vyznání.

## Život

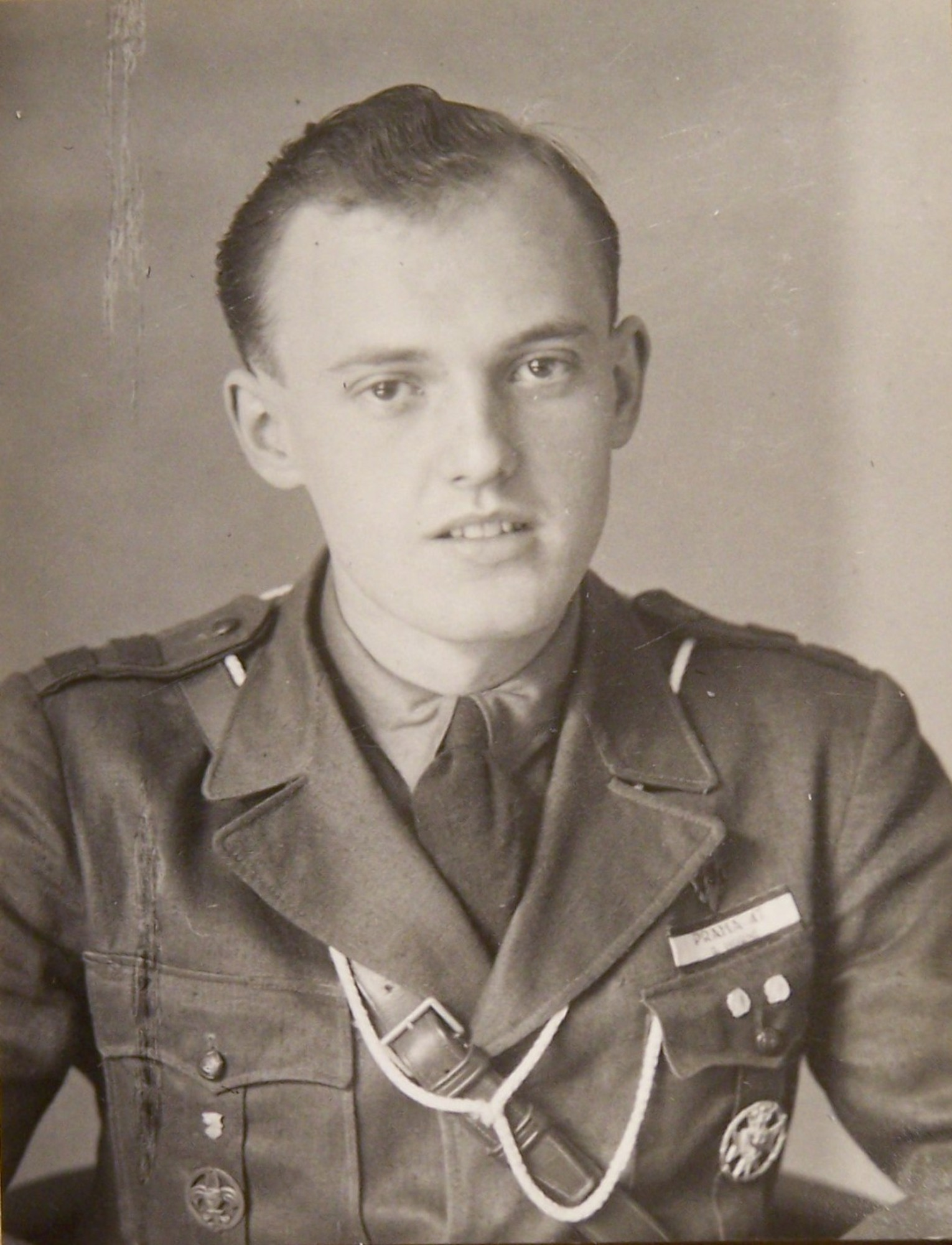
Zdeněk Zelený v roce 1946

Narodil se 1. prosince 1924 v Praze. Narodil se do římskokatolické rodiny. Jeho otec Klement byl ruským legionářem. Roku 1934 vstoupil do skautského oddílu Legio Angelica, v jehož čele stál jeho otec. Poté, co byla za protektorátu Čechy a Morava zakázána činnost Junáka, pořád pokračoval ve skautské činnosti stejně jako mnoho dalších oddílů pod hlavičkou Klubu československých turistů. V tomto období také absolvoval zbrojní průmyslovou školu. Za války byl pracovně nasazen v továrně Reichswerke Hermann Göring v německém Norimberku. Následně Zelený spolu s několika dalšími kolegy utekl do Prahy, kvůli náletu, která zničila část továrny. Ovšem v protektorátu po něm i ostatním začalo pátrání. Kvůli tomu se on spolu s ostatníma vydali na cestu do Rumunska. Kvůli přibližující se frontě se tato skupina vrátilo do Česka. Poslední rok války Zelený pak pracoval v továrně v Jinonicích na opravu leteckých motorů. Přes svého otce se zapojil do odbojové činnosti.
Po válce se Zelený vrátil ke skautské činnosti. 15. května 1945 založil oddíl a následně středisko Maják a aktivně také pomáhal při vzniku dalších oddílů po celé republice. 21. února 1951 byl zatčen a následně odsouzen ve vykonstruovaném procesu za vlastizradu. Celkem devět let strávil v různých věznicích a pracovních táborech. Poté byl podmínečně propuštěn. Roku 1968 se podílel na obnově Junáka, který byl o dva roky později opět zakázán. V roce 1996 získal nejvyšší české skautské vyznamenání, tj. Řád stříbrného vlka. Zelený zemřel 21. února 2018.